# Santurio
Santurio es una parroquia española del municipio de Gijón, en la comunidad autónoma de Asturias. Pertenece a su Distrito Rural.

## Toponimia
El origen del nombre de la parroquia se desconoce, pero el filólogo Ramón d'Andrés recoge tres hipótesis que intentan explicarlo en su obra Diccionario toponímico del concejo de Gijón:
- La primera de ellas parte de la suposición de que Santuriu —forma que, de acuerdo con el mencionado autor, aún usan algunos vecinos— es la original. Esta entonces provendría del término latino Sanctum Gregorium —"San Jorge"—, que por evolución fonética se iría alterando en Santióriu, Santóriu y, finalmente, Santuriu. Se produciría en esta última, por tanto, el fenómeno conocido como metafonía vocálica, que convierte la "o" tónica en una "u" si la palabra acaba en "u". San Jorge es, precisamente, el patrón de la parroquia. Esta interpretación quedaría avalada por la aparición en un texto del siglo XII de la forma Sancturiu, la cual Ramón d'Andrés opina que derivaría de sanctum a no ser que en ella la letra "c" se deba a una falsa relación que el escriba estableciese con ese sustantivo latino.
- Según la segunda hipótesis recogida en el libro, Santurio deriva de la palabra latina sanctorum —"de los santos"—.
- La tercera hipótesis recopilada en el libro afirma que Santurio proviene de un nombre de hombre, dueño de alguna tierra, llamado Semturio.

## Geografía
Está situada entre las parroquias de Cabueñes al norte, Caldones al sur, Deva, al este y Bernueces al oeste. 
Santurio cuenta con una extensión de 3,4 km². En el límite este de la parroquia se alza el monte Deva.

## Historia
Hacia mediados del siglo XIX, la parroquia, ya por entonces perteneciente a Gijón, tenía contabilizada una población de 193 habitantes. Aparece descrita en el decimotercer volumen del Diccionario geográfico-estadístico-histórico de España y sus posesiones de Ultramar de Pascual Madoz con las siguientes palabras:

SANTURIO (San Jorge): felig. en la prov. y dióc. de Oviedo (4 1/4 leg.), part. jud. y ayunt. de Gijon (3), en la falda. set. del monte Rio: vientos mas frecuentes los del 1.º y 4.º cuadrantes; clima templado y sano. Tiene 23 casas en los barrios de Aldea, Carcedo y Cuesta; y escuela de primeras letras frecuentada por niños de ambos sexos, y dotada con trigo y maiz. La igl. parr. (San Jorge) está servida por un cura de ingreso y patronato real. Confina N. Bernueces y Cabueñes; E. Deba y Arroes; S. Caldones, y O. Bega y Bernueces. El terreno es desigual y de mediana calidad. Los caminos conducen á las parr. inmediatas y uno de ellos va á los ayunt. de Nava y Siero. prod.: trigo, maiz, castañas, habas y manzas, con las que elaboran mucha y buena sidra; se cria ganado vacuno. pobl.: 32 vec., 193 alm. contr.: con su ayunt.
(Madoz, 1849, p. 857)

## Demografía
En 2013 tenía una población de 266 habitantes (INE) y en 2022 contaba con 274 pobladores según el padrón municipal.

## Barrios
Se indican entre paréntesis los nombres en asturiano, que tienen carácter oficial:
- Carcedo (Carceo)
- La Cuesta
- La Aldea (L'Aldea)

## Fiestas
Sus fiestas patronales se desarrollan el día de San Jorge —el 23 de abril—, a quien está consagrada la iglesia y el cementerio parroquial.